# Krvavé vykoupení
Krvavé vykoupení (ang. titul: Backwoods) je americký televizní hororový film z roku 2008, který režíroval Marty Weiss.

## Děj
Producent videoher Johnny Dash se rozhodne hledat inspiraci pro svoji hru, kterou se svým týmem programuje. Provede to tak, že spolu se svými kolegy pořádají paintballový turnaj v národním parku Jasper park, který byl kdysi vojenskou oblastí. Rozdělí se na dvě skupiny a když má turnaj začít, členové prvního týmu se začnou jeden po druhém ztrácet. Ostatní jsou později také někým uneseni a v zajetí si ani neuvědomují, že mají nyní co dočinění s šíleným náboženským maniackým kultem.